# Kennen Sie Di?
Kennen Sie Di? Frauen – Fragen – Fakten ist ein semikooperatives Quizspiel des deutschen Spieleautors Uwe Rosenberg, das 2008 bei Kosmos Spiele erschienen ist. Bei dem Spiel geht es darum, möglichst korrekte Angaben zu Zeitpunkten in der Biografie von verschiedenen Frauen des öffentlichen Lebens zu erraten und ihre Gegner mit Minuspunkten zu bedenken.

## Thema und Ausstattung
Bei Kennen Sie Di? handelt es sich um ein Quizspiel, bei dem die Spieler jeweils im Team gegen einen Fragenden Zeitpunkte aus der Biografie verschiedener Frauen erraten oder abschätzen müssen und darüber dem Fragenden Minuspunkte zuspielen.
Das Spielmaterial besteht neben einer Spielanleitung aus 180 Personenkarten und damit etwa 300 verschiedenen Frauenbiografien, einem runden Spielplan mit einem Rand, auf dem die Zahlen 00 bis 99 aufgedruckt sind, 37 Hilfe-Chips, 8 Besten-Chips, vier gebogene Punkteleisten, zwei Pfeilplättchen, einem Auswertungsblock und einem Bleistift.

## Spielweise
Vor dem Spiel wird der runde Spielplan in die Tischmitte gelegt. Die Personenkarten werden gemischt und als Nachziehstapel auf dem Tisch platziert, von dem sich jeder Spieler eine Karte nimmt und so ablegt, dass die Mitspieler den bisher verdeckten Namen der dort beschriebenen Frau nicht sehen können. Ein Blatt vom Auswertungsblock  wird mit den Namen der Mitspieler beschriftet und bereitgelegt, die gebogenen Punkteleisten, die Pfeilplättchen und die Hilfe- und Besten-Chips kommen ebenfalls neben den Spielplan. Jeder Spieler zieht zu Spielbeginn zwei Hilfe-Chips und legt sie offen vor sich ab.
Abhängig von der Spielerzahl wird eine unterschiedliche Anzahl von Runden gespielt, wobei jeder Spieler einmal als Vorlesender bzw. Fragender an die Reihe kommt. Dabei kommen die Spieler nacheinander im Uhrzeigersinn an die Reihe, beginnend mit einem Startspieler. In der ersten Runde nennt der jeweilige Vorleser den Namen der Prominenten und wählt ein Ereignis auf der Karte aus, das er laut vorliest. In allen danach folgenden Runden liest er nur noch jeweils ein Ereignis ohne Jahreszahl sowie den Namen der betreffenden Frau vor. Nachdem ein Ereignis vorgelesen wurde, beraten sich alle übrigen Mitspieler als Team über das Ereignis und versuchen zu erraten, wann dieses stattgefunden hat. Sind sie unsicher, dürfen sie die Hilfe-Chips nutzen, die der Vorleser vor sich liegen hat, und bekommen dadurch Zusatzinformationen. Am Ende der Beratung legen sie sich auf eine Jahreszahl fest und markieren diese mit den beiden Pfeilplättchen auf dem Spielplan (Jahrhundert und Zahl von 00 bis 99).
Wenn die Mitspieler sich auf ein Ergebnis festgelegt haben, wird eine der gebogenen Punkteleisten mit dem jeweils gelben Feld an die Jahreszahl mit dem korrekten Ergebnis an den Spielplan angelegt, dabei ist die Farbe der Leiste abhängig von der Hintergrundfarbe der Fragekarte. Die Position des Pfeilplättchens auf der Punkteleiste bestimmt nun, wie weit das Ergebnis von dem korrekten Ergebnis entfernt ist und wie viele Minuspunkte der Vorleser bekommt. Liegt das geratene Ergebnis außerhalb der Leiste, bekommt der Vorleser keine Minuspunkte und die Rater müssen jeweils einen Hilfe-Chip ziehen und offen vor sich ablegen. Alle Minuspunkte werden notiert und der Vorleser zieht am Ende seiner Runde eine neue Karte für die nächste Runde.
Nachdem jeder Spieler einmal Vorleser war, endet eine Runde. Der Spieler, der in einer Runde am wenigsten Minuspunkte erhalten hat, bekommt einen Bester-Chip „Ereignis mit Jahreszahl“ und legt ihn vor sich ab. Auch diesen können die anderen Spieler wählen, wenn sie eine Jahreszahl raten müssen. Das Spiel endet nach der vorher bestimmten Anzahl Runden, Gewinner ist der Spieler mit den wenigsten Minuspunkten.

## Versionen und Rezeption
Das Spiel Kennen Sie Di? wurde von dem deutschen Spieleautor Uwe Rosenberg entwickelt und erschien 2008 bei Kosmos Spiele.
Das Spiel blieb vergleichsweise unbekannt und nur wenige Rezensionen beschäftigten sich damit. André Beautemps schrieb zu dem Spiel auf H@ll9000.de:

„Da sind sie wieder, die zwei Gesichter des Uwe R. aus D. Versetzt dieser begnadete Autor mit einigen seiner ertüftelten Schmankerln Spielfreunde in den Rausch der (Spiel-)Tiefe, so bricht er durch seine als Gesellschaftsspiele wörtlich zu nehmenden Werke nahezu in entgegengesetzte Gefilde auf. Wahrlich, Spieltiefe darf man diesem Werk nicht nachsagen. Doch das ist mit Sicherheit auch nicht die Zielrichtung des Autoren [sic!].“

Auf spielkult.de kommt man zu dem Ergebnis:

„Kennen Sie Di? ist ein nettes Spiel, was besonders mit mehreren Spielern im Team Spaß macht, und sich somit sicher bestens zur Unterhaltung für den nächsten Frauenabend (!) eignet oder auch für Spieler, die sonst eher weniger häufig zum Spielbrett greifen. Thematisch spricht es wohl eher eine kleinere Spielergruppe an, aber endlich zahlt sich das Zeitschriften lesen mal aus.“

## Belege
1. 1 2 3 4 5 6  Spieleanleitung Kennen Sie Di?, Kosmos 2008
2. ↑  Kennen Sie Di?, Versionen bei BoardGameGeek. Abgerufen am 29. Juli 2019.
3. ↑  André Beautemps: Kennen Sie Di? Rezension auf hall9000.de, 12. März 2009; abgerufen am 29. Juli 2019.
4. ↑  Mareike Schöbel: Kennen Sie Di? Rezension auf reich-der-spiele.de, 10. September 2008; abgerufen am 29. Juli 2019.